# Epalpus denudatus
Epalpus denudatus là một loài ruồi trong họ Tachinidae.